# Alessandro Colasante
Alessandro Colasante (Roma, 2 agosto 1973) è un ex calciatore italiano, di ruolo centrocampista, collaboratore tecnico della Juventus.

## Carriera
Iniziò la carriera agonistica nel Torino.
Nel 1993 passò all'Avezzano, sodalizio militante nel girone B della Serie C2 1993-1994. Con i biancoverdi ottenne il dodicesimo posto finale.
La stagione seguente sale di una categoria per militare nel Barletta, chiudendo la stagione al tredicesimo posto del girone B.
Ritorna la stagione successiva in Serie C2, nuovamente con l'Avezzano. Tra le file degli abruzzesi si aggiudica il girone C ottenendo la promozione in categoria superiore. L'anno seguente, sempre con la casacca dei biancoverdi, termina all'ultimo posto del girone B della Serie C1.
La stagione seguente Colasante è ingaggiato dal Casarano, sempre in Serie C1, club con cui retrocede nella divisione inferiore a causa dell'ultimo posto ottenuto nel girone B.
La stagione 1998-1999 Colasante la disputa tra le file della Battipagliese, nel girone B della Serie C1, club con cui retrocede al termine dei Play-out salvezza contro il Marsala.
L'anno seguente passa al Siena, club con cui vince il girone A della Serie C1, ottenendo la promozione in cadetteria. Nella stagione successiva Colasante esordì in cadetteria, ottenendo con i senesi il tredicesimo posto finale.
La stagione seguente venne ingaggiato dal Cagliari, sodalizio con il quale militò sino al gennaio 2003 quando venne ceduto al Catania.
Con i catanesi, sempre in Serie B, retrocesse sul campo al termine della stagione 2002-2003.
L'anno seguente passa al ripescato Genoa, sempre in cadetteria. Con i liguri militerà sino al gennaio 2004 quando sarà ceduto al Como, club con cui retrocesse dalla serie cadetta a causa dell'ultimo posto ottenuto.
Nel gennaio 2005 è ingaggiato dalla Ternana, club con cui ottiene l'ottavo posto della Serie B 2004-2005.
La stagione 2005-2006 Colasante la disputa con la casacca della Pistoiese, sodalizio con cui ottiene il decimo posto del girone B della Serie C1.
Nel gennaio 2007 ottiene il suo ultimo ingaggio tra le file del Benevento, militante nella Serie C2 2006-2007, club con cui sfiora la promozione in categoria superiore perdendo la finale play-off contro il Potenza.

## Palmarès

### Club

#### Competizioni giovanili
- Campionato Primavera: 1

Torino: 1991-1992

#### Competizioni nazionali
- Campionato italiano Serie C2: 1

Avezzano: 1995-1996
- Campionato italiano Serie C1: 1

Siena: 1999-2000
- Supercoppa di Lega di Serie C: 1

Siena: 2000